# Grote kruisbek
De grote kruisbek (Loxia pytyopsittacus) is een zangvogel uit de familie van de vinkachtigen (Fringillidae).

## Verspreiding en leefgebied
Deze 17 cm grote soort komt voor in de naaldwouden van noordoostelijk Europa tot westelijk Siberië.

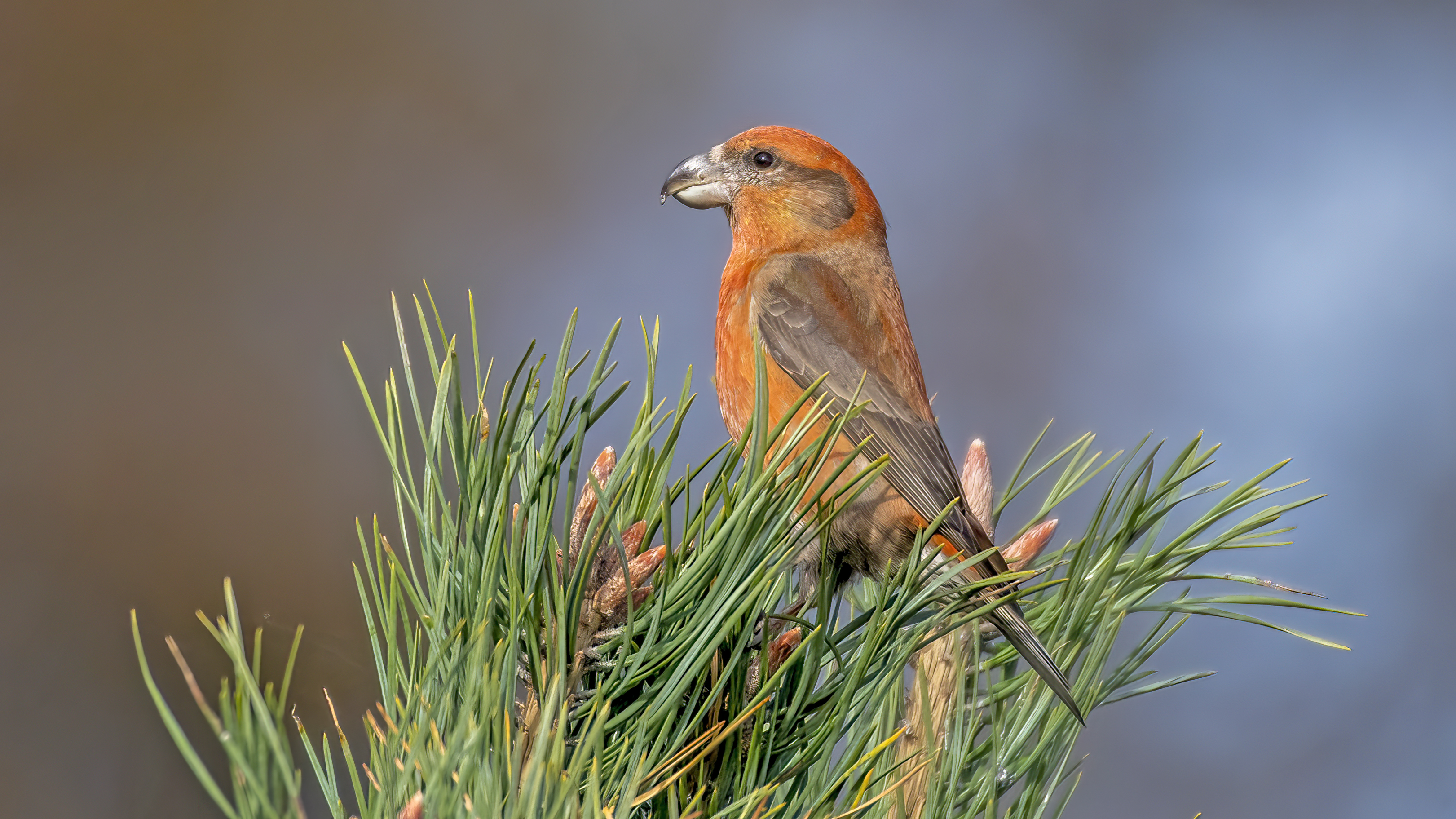
Grote Kruisbek man een zeldzame wintergast in Nederland